# Donato Lobo de Bigorre
Donato Lobo de Bigorre (? - 850) foi conde de Bigorre de 819 até à data da sua morte em 850.

## Relações familiares
Foi filho de Lobo Cêntulo, duque da Gasconha.
Foi casado com Faquilena, princesa da Aquitânia, filha do Conde Mâncio de quem teve:
1. Dato I de Bigorre (850 -?), conde de Bigorre.
2. Lobo I de Bigorre (? - 910), conde de Bigorre.